# Love in the Hills
Love in the Hills è un cortometraggio muto del 1911 diretto da David W. Griffith.

## Trama
Una graziosa ragazza deve decidere fra tre pretendenti: un giovane montanaro, un violinista inetto e uno spasimante che arriva dalla città.

## Produzione
Il film fu prodotto dalla Biograph Company. Venne girato a Suffern, nello stato di New York.

## Distribuzione
Distribuito dalla General Film Company, il film - un cortometraggio di 18 minuti - uscì nelle sale cinematografiche statunitensi il 30 ottobre 1911.